# Gaetano Baldacci
Gaetano Baldacci (Messina, 17 marzo 1911 – Pavia, 5 settembre 1971) è stato un giornalista e editore italiano.
È stato il primo direttore del quotidiano milanese Il Giorno.

## Biografia
Figlio di un giornalista (il padre era stato corrispondente del «Giornale d'Italia»), studia Medicina alla Sapienza - Università di Roma, laureandosi nel 1935.
Nello stesso anno vince gli «Agonali interprovinciali della cultura e dell'arte» (successivamente «Prelittoriali»). Successivamente si trasferisce con la famiglia a Milano. Nel capoluogo lombardo inizia a scrivere articoli di medicina per il settimanale Tempo della Mondadori Editore.
Durante la seconda guerra mondiale è assistente di Fisiologia all'Università degli Studi di Padova e poi di Clinica medica a Milano. Baldacci partecipa alla lotta clandestina nel gruppo azionista. Nella città lombarda fonda, nel 1944 una casa editrice, «Gentile» (Gentile era il cognome della madre), che pubblica un mensile di analisi politica e sociale, Lo Stato Moderno (1944-1949), diretto dall'avvocato Mario Paggi. Baldacci ne assume la vicedirezione. Il 25 aprile 1945 è nella sede del Corriere della Sera: contribuisce a scrivere il giornale nella sua prima uscita dopo la caduta della Repubblica Sociale Italiana. Matura in quel periodo la sua decisione di abbandonare la professione di medico, che ha svolto per dieci anni. Entrato al Corriere della Sera, lavora per qualche tempo come redattore, per diventare poi uno degli inviati speciali di punta del quotidiano milanese.
Nel 1955 viene chiamato dall'editore Cino Del Duca a dirigere il neonato quotidiano Il Giorno. Forma la direzione chiamando alcuni colleghi del Corriere (da via Solferino arriveranno non meno di una decina di giornalisti) e grazie al valido aiuto di Angelo Rozzoni, esperto nella gestione tecnica dei giornali.
Nel 1959 si rende protagonista di un attacco all'allora presidente della Fiat Vittorio Valletta ed al capo del Governo Segni. L'attacco a Segni gli costa il licenziamento da parte di Enrico Mattei, allora editore del quotidiano. Con i soldi della liquidazione, nel 1960 fonda il settimanale «ABC» che, come si legge nel primo numero dell'11 giugno, aspira ad essere un "giornale della domenica" aperto alle notizie di tutto il mondo e non semplicemente un settimanale. «ABC» diverrà un'importante rivista di politica e costume in voga negli anni sessanta.
Nel 1967 viene inquisito per lo scandalo del Banco di Sicilia con l'accusa di peculato. Riparato in Libano, fu arrestato a Beirut dall'Interpol e rinchiuso nel carcere dei Sablons. Tradotto l'anno successivo in Italia, Baldacci deve attendere l'esito del processo in carcere, a Regina Coeli. Riceve una condanna a tre anni e sei mesi di reclusione. Il 28 dicembre del 1970 è però assolto con formula piena da tutte le accuse. Tuttavia la terribile esperienza vissuta nelle carceri libanesi e tre anni di processi compromettono irreversibilmente la sua salute. 

Colpito da malattia, muore in una clinica di Pavia il 5 settembre del 1971, a sessant'anni.

## Opere

### Libri
- 1968, Arabi o ebrei, Milano, Longanesi

### Televisione
Gaetano Baldacci fu autore per la RAI. Scrisse il commento - e fu voce fuori campo - de Gli argini, documentario su Polesine di Mario Baffico. Fu trasmesso in prima visione il 3 gennaio 1955, nel Programma nazionale.